# Paraclius dominicensis
Paraclius dominicensis är en tvåvingeart som beskrevs av Robinson 1975. Paraclius dominicensis ingår i släktet Paraclius och familjen styltflugor.
Artens utbredningsområde är Dominica. Inga underarter finns listade i Catalogue of Life.